# Тиранчик бурий
Тира́нчик бурий (Phaeomyias murina) — вид горобцеподібних птахів родини тиранових (Tyrannidae). Мешкає в Центральній і Південній Америці.

## Опис

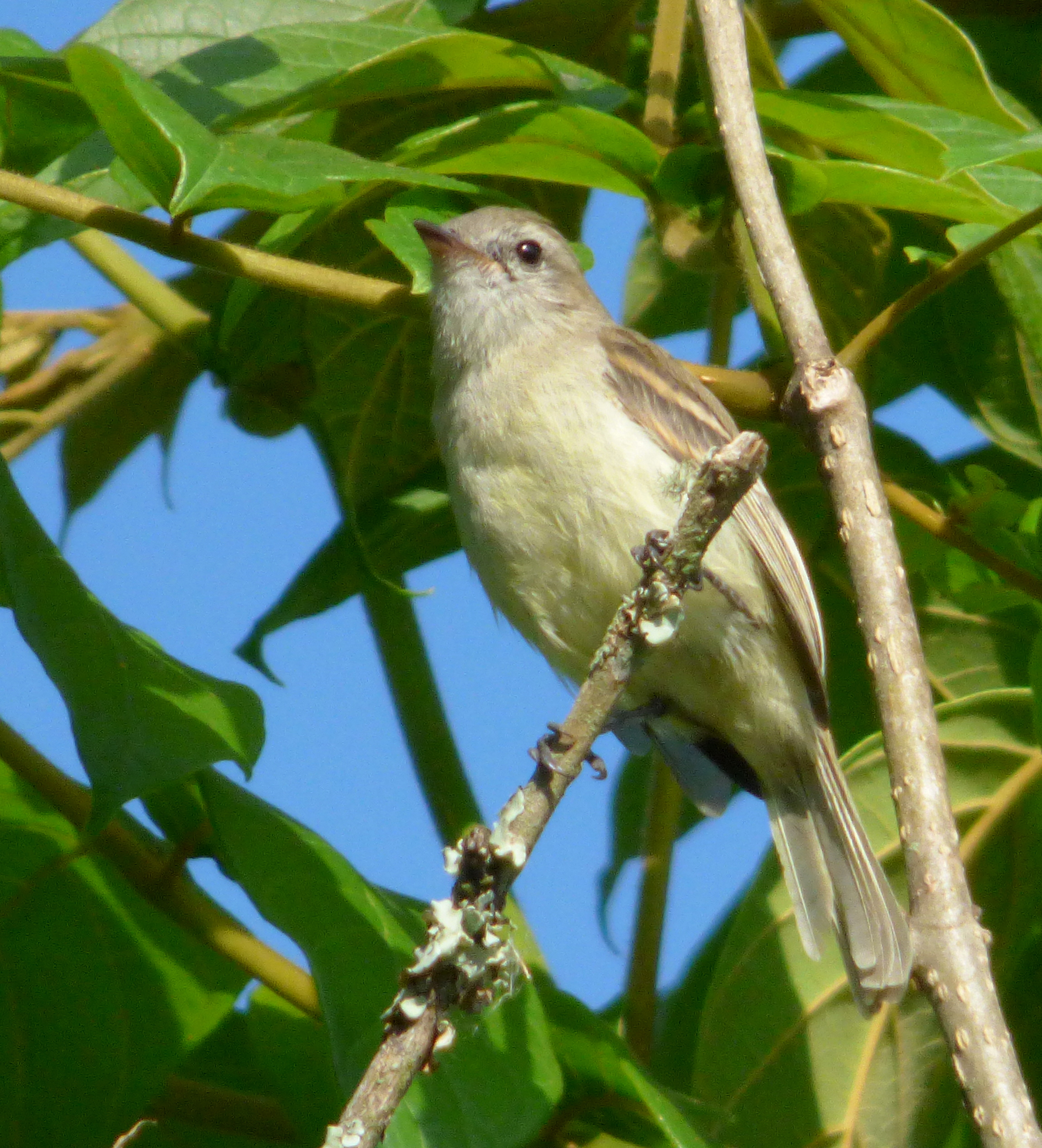
Бурий тиранчик (Колумбія)

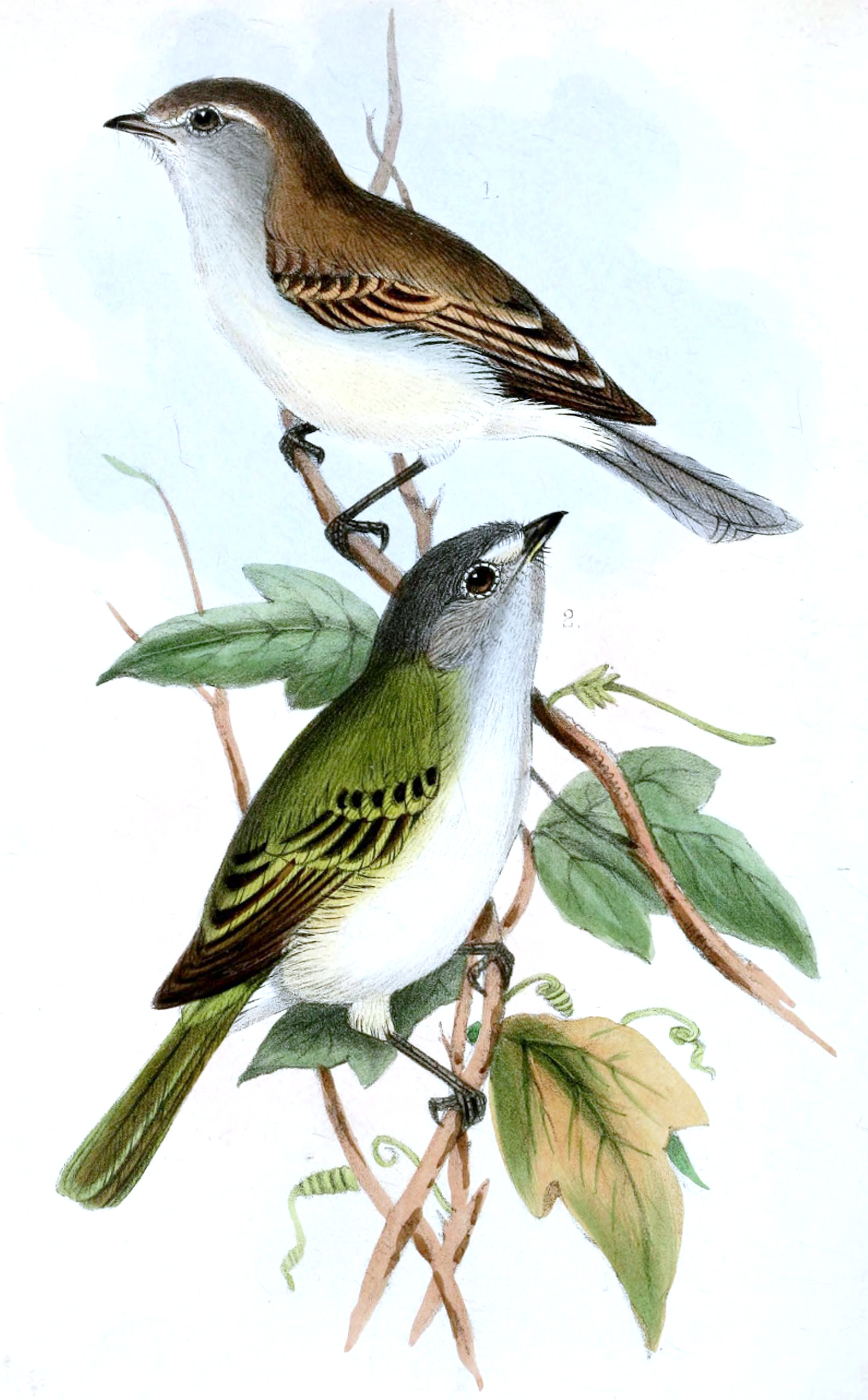
Бурий тиранчик (зверху) і Тиран-крихітка сіроголовий (знизу)

Довжина птаха становить 12 см. Верхня частина тіла сірувато-коричнева або оливкова, крила темні з двома кремовими смугами. Горло біле, над очима білі "брови". Груди зеленувато-сірі, живіт світло-жовтуватий. Дзьоб темний, прямий, гострий.

## Підвиди
Виділяють чотири підвиди:
- P. m. eremonoma Wetmore, 1953 — південь Коста-Рики і Панами;
- P. m. incomta (Cabanis & Heine, 1860) — Колумбія (північ і Анди), північний Еквадор, Венесуела (на південь до Апуре, північного Амасонасу і північного Болівару), острів Тринідад;
- P. m. wagae (Taczanowski, 1884) — Гвіана, бразильська Амазонія, схід Перу і північний захід Болівії;
- P. m. murina (Spix, 1825) — центральна, східна і південна Бразилія (від Мараньяну, Сеари і Пернамбуку на південь до Мату-Гросу і Сан-Паулу), південна Болівія, Парагвай і північний захід Аргентини (на південь до Ла-Ріохи).

Phaeomyias tumbezana раніше вважався конспецифічним з бурим тиранчиком, однак був визаний окремим видом за результатами молекулярно-генетичного дослідження.

## Поширення і екологія
Бурі тиранчики мешкають в Коста-Риці, Панамі, Колумбії, Венесуелі, Гаяні, Французькій Гвіані, Суринамі, Бразилії, Еквадорі, Перу, Болівії, Аргентині, Парагваї та на Тринідаді і Тобаго. Вони живуть у вологих рівнинних і гірських тропічних лісах, саванах, сухих тропічних лісах і чагарникових заростях, в парках і садах. Зустрічаються на висоті до 2400 м над рівнем моря, переважно на висоті до 1000 м над рівнем моря.